# I Can't Quit You Baby
I Can't Quit You Baby är en bluessång skriven av Willie Dixon.

## Led Zeppelins version
Inspelad 1969 av Led Zeppelin och är med på musikalbumet Led Zeppelin. Låten spelades live av gruppen fram till 1970 och blev därefter ersatt av senare material. Liveinspelningar finns av låten på senare släppta skivor.